# Baldomar
Baldomar és una entitat municipal descentralitzada del terme municipal d'Artesa de Segre, a la comarca de la Noguera. El poble se situa a la dreta del riu Boix abans de la confluència amb el riu Segre. La carretera que uneix Artesa de Segre i Alòs de Balaguer és la seva principal via de comunicació.

## Història
L'origen del topònim podria ser una deformació de la "vall d'Omar". L'existència d'una mesquita que encara dona nom a una partida, així com un carrer, a un camí i a altres indrets propers del terme, corroborarien aquesta tesi. Seguint aquesta teoria, els orígens de Baldomar sembla que podrien ser àrabs. Això encaixa amb l'expansió de l'Islam en el segle viii, que va situar la frontera amb els exèrcits carolingis en aquesta zona.
En el cens del 1359 Baldomar pertanyia al marquesat de Camarasa. Fins a l'any 1920, any en què es va agregar a Artesa, fou cap del municipi que formava juntament amb Clua, la Vall d'Ariet i Vernet. Després de diferents alcaldes, el 7 de gener del 1942 es constituí una junta administrativa del poble, figura que encara es manté en forma d'entitat municipal descentralitzada.

## Economia
L'activitat econòmica de Baldomar ha estat lligada històricament al conreu de la vinya. No obstant això, la crisi de la fil·loxera va fer desaparèixer la vinya entre el 1878 i el 1895. Es va plantejar aleshores la replantació amb ceps americans. Actualment la situació i el clima de Baldomar han permès conservar i recuperar gran part d'aquest conreu, elaborant vins amb la denominació d'origen Costers del Segre. Juntament amb els cultius extensius de cereals i la ramaderia en grans explotacions són la major font d'ingressos del poble.

## Llocs d'interès

#### Església de Santa Maria
Construïda el segle xvii, consta d'una nau central amb volta apuntada i una altra nau més curta al nord. El portal de mig punt és de gran dovellatge. El 1992 el pintor local Antoni Borrell va decorar el fons del presbiteri amb un fresc on destaca la imatge de la Mare de Déu de l'Assumpció amb motius campestres (blat i raïm).

#### Museu Arqueològic i Paleontològic
El Museu Arqueològic i Paleontològic de Baldomar s'inaugura l'any 1970. S'hi exposen troballes fetes en diferents jaciments de la comarca. En l'aspecte paleontològic, els materials exposats van des de l'època Primària fins al Quaternari amb fòssils del Carbonífer i del Secundari. En la vessant arqueològica s'hi poden veure eines del Paleolític i del Neolític a més de ceràmiques de l'època romana, medieval i catalana del segle xvii.